# Clavulicium venosum
Clavulicium venosum är en svampart som först beskrevs av Berk. & Ravenel, och fick sitt nu gällande namn av Ginns 1992. Clavulicium venosum ingår i släktet Clavulicium och familjen Clavulinaceae.   Inga underarter finns listade i Catalogue of Life.